# Copa maliana de futbol
La Copa maliana de futbol és la segona competició futbolística de Mali en importància. Es disputa per eliminatòries.

## Historial
Font:
| Any  | Campió                        | Resultat      | Finalista                 |
| ---- | ----------------------------- | ------------- | ------------------------- |
| 1961 | Stade Malien (1)              | 3-3, 2-1      | Djoliba AC                |
| 1962 | AS Real Bamako (1)            | 7-1           | Sonni AC Gao              |
| 1963 | Stade Malien (2)              | 6-3           | Avenir Ségou              |
| 1964 | AS Real Bamako (2)            | 4-3           | Djoliba AC                |
| 1965 | Djoliba AC (1)                | 5-1           | Kayésienne                |
| 1966 | AS Real Bamako (3)            | 0-0, 2-0      | Avenir Ségou              |
| 1967 | AS Real Bamako (4)            | 4-1           | US Sevaré                 |
| 1968 | AS Real Bamako (5)            | 1-0           | Stade Malien              |
| 1969 | AS Real Bamako (6)            | 8-2           | Africa Sports Gao         |
| 1970 | Stade Malien (3)              | 10-0          | Kayésienne                |
| 1971 | Djoliba AC (2)                | 4-0           | Jeunesse Sportive Ségou   |
| 1972 | Stade Malien (4)              | 5-1           | Avenir Ségou              |
| 1973 | Djoliba AC (3)                | 1-1, 1-0      | AS Real Bamako            |
| 1974 | Djoliba AC (4)                | 2-0           | Cercle Olympique          |
| 1975 | Djoliba AC (5)                | 1-1, 1-0      | Stade Malien              |
| 1976 | Djoliba AC (6)                | 0-0, 3-0      | Avenir Ségou              |
| 1977 | Djoliba AC (7)                | 6-1           | Tibo Club Mopti           |
| 1978 | Djoliba AC (8)                | 1-1, 2-1      | AS Real Bamako            |
| 1979 | Djoliba AC (9)                | 3-1           | Stade Malien              |
| 1980 | AS Real Bamako (7)            | 1-0           | Djoliba AC                |
| 1981 | Djoliba AC (10)               | 1-0           | AS Real Bamako            |
| 1982 | Stade Malien (5)              | 4-2           | AS Biton Ségou            |
| 1983 | Djoliba AC (11)               | 1-0           | Stade Malien              |
| 1984 | Stade Malien (6)              | 3-1           | Djoliba AC                |
| 1985 | Stade Malien (7)              | 4-2           | Djoliba AC                |
| 1986 | Stade Malien (8)              | 1-1, 2-1      | Djoliba AC                |
| 1987 | AS Sigui Kayès (1)            | 2-1           | AS Real Bamako            |
| 1988 | Stade Malien (9)              | 3-1           | Djoliba AC                |
| 1989 | AS Real Bamako (8)            | 2-0           | Djoliba AC                |
| 1990 | Stade Malien (10)             | 1-0           | Djoliba AC                |
| 1991 | AS Real Bamako (9)            | 2-1           | AS Mandé                  |
| 1992 | Stade Malien (11)             | 1-1, 1-0      | AS Real Bamako            |
| 1993 | Djoliba AC (12)               | 4-0           | USFAS Bamako              |
| 1994 | Stade Malien (12)             | 2-0 (prò.)    | AS Nianan Koulikoro       |
| 1995 | Stade Malien (13)             | 1-0           | USFAS Bamako              |
| 1996 | Djoliba AC (13)               | 2-1           | AS Real Bamako            |
| 1997 | Stade Malien (14)             | 2-1           | AS Real Bamako            |
| 1998 | Djoliba AC (14)               | 1-0 (prò.)    | Stade Malien              |
| 1999 | Stade Malien (15)             | 1-0           | AS Nianan Koulikoro       |
| 2000 | Cercle Olympique (1)          | 1-0           | Stade Malien              |
| 2001 | Stade Malien (16)             | 5-0           | Mamahira AC Kati          |
| 2002 | Cercle Olympique (2)          | 2-1           | Stade Malien              |
| 2003 | Djoliba AC (15)               | 2-1 (prò.)    | AS Tata National Sikasso  |
| 2004 | Djoliba AC (16)               | 2-0           | AS Nianan Koulikoro       |
| 2005 | AS Bamako (1)                 | 1-1 (5-4 p)   | Djoliba AC                |
| 2006 | Stade Malien (17)             | 2-1           | AS Bamako                 |
| 2007 | Djoliba AC (17)               | 2-0           | AS Bakaridjan de Barouéli |
| 2008 | Djoliba AC (18)               | 2-0           | Cercle Olympique          |
| 2009 | Djoliba AC (19)               | 1-0           | Stade Malien              |
| 2010 | AS Real Bamako (10)           | 2-1           | Centre Salif Keita        |
| 2011 | Cercle Olympique (3)          | 2-1 (prò.)    | Stade Malien              |
| 2012 | US Bougouni (1)               | 2-1           | Onze Créateurs de Niaréla |
| 2013 | Stade Malien (18)             | 1-0           | Djoliba AC                |
| 2014 | Onze Créateurs de Niaréla (1) | 1-0           | Djoliba AC                |
| 2015 | Stade Malien (19)             | 2-1           | Onze Créateurs de Niaréla |
| 2016 | Onze Créateurs de Niaréla (2) | 0-0 (7-6 p)   | USFAS Bamako              |
| 2017 | no finalitzat                 | no finalitzat | no finalitzat             |
| 2018 | Stade Malien (20)             | 2-1           | Djoliba AC                |
| 2019 | no es disputà                 | no es disputà | no es disputà             |
| 2020 | abandonat                     | abandonat     | abandonat                 |
| 2021 | Stade Malien (21)             | 3-2           | Binga FC                  |
| 2022 | Djoliba AC (20)               | 2-0           | AS Real Bamako            |
| 2023 | Stade Malien (22)             | 1-0           | Onze Créateurs de Niaréla |
| 2024 | Stade Malien (23)             | 4-0           | Afrique Football Élite    |
| 2025 | Stade Malien (24)             | 1-0           | Djoliba AC                |

1. ↑  Altres  fons donen el resultat USFAS Bamako 2 - Stade Malien 0.
2. ↑  No es disputà la final entre Stade Malien i Djoliba AC.